# Gémages
Gémages is een plaats en voormalige gemeente in het Franse departement Orne in de regio Normandië en telt 116 inwoners (2009). De plaats maakt deel uit van het arrondissement Mortagne-au-Perche.

## Geschiedenis
Gémages is op 1 januari 2016 gefuseerd met de gemeenten L'Hermitière, Mâle, La Rouge, Saint-Agnan-sur-Erre en Le Theil tot de gemeente Val-au-Perche. 

## Geografie
De oppervlakte van Gémages bedraagt 6,4 km², de bevolkingsdichtheid is dus 18,1 inwoners per km².
De onderstaande kaart toont de ligging van Gémages met de belangrijkste infrastructuur en aangrenzende gemeenten.

## Demografie
Onderstaande figuur toont het verloop van het inwonertal (bron: INSEE-tellingen).
Gémages · L'Hermitière · Mâle · La Rouge · Saint-Agnan-sur-Erre · Le Theil